# داوید رگالادو
داوید رگالادو (اسپانیایی: David Regalado‎؛ زادهٔ ۱۷ ژانویهٔ ۱۹۵۲) بازیکن فوتبال اهل مکزیک بود.
از باشگاه‌هایی که در آن بازی کرده‌است می‌توان به باشگاه فوتبال گوادالاخارا اشاره کرد.
وی همچنین در تیم ملی فوتبال مکزیک بازی کرده‌است.